# Sándortelke
Sándortelke (románul Alexandrița) falu Romániában Hargita megyében.

## Fekvése
A kis falu a Szurdok-patak völgyében fekszik, községközpontjától
Felsőboldogfalvától 8 km-re a bágyi vár nyugati előterében.

## Története
A hagyomány szerint a bágyi vár védői alapították, a várkapitány Sándor nevű fiának birtoka volt. 1910-ben még 127, 1992-ben már csupán 49 magyar lakosa volt. A trianoni békeszerződésig Udvarhely vármegye Udvarhelyi járásához tartozott.

## Látnivalók
Református temploma 1852-ben épült a régi templom helyére, 1924-ben megerősítették.
Miután a régi templom életveszélyes állapotba került, így azt lebontották, majd 2017 október 15-én vette át a kicsi közösség a Reformáció 500 éves évfordulójára épült új templomot.

## Galéria

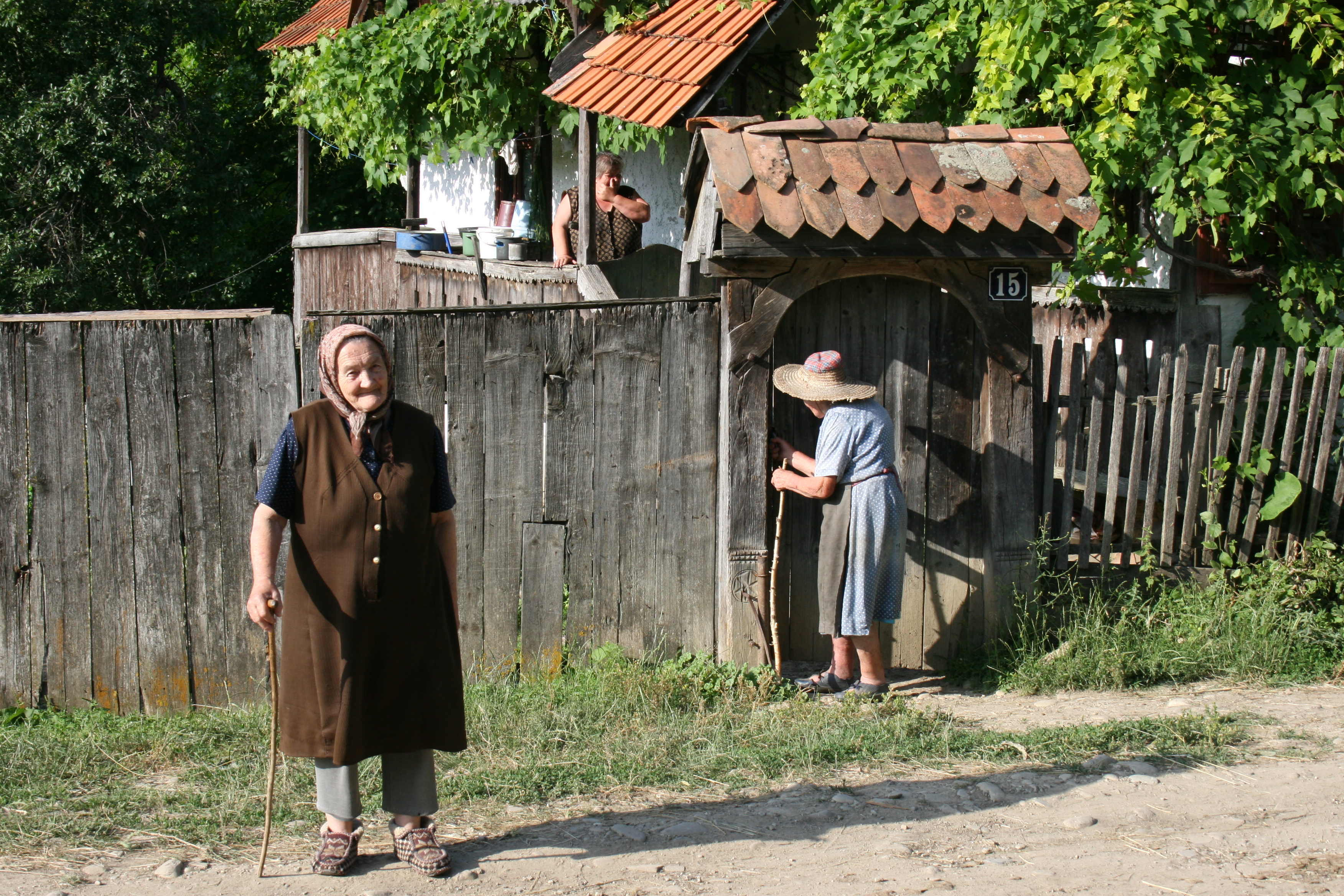
Sándortelki lakosok
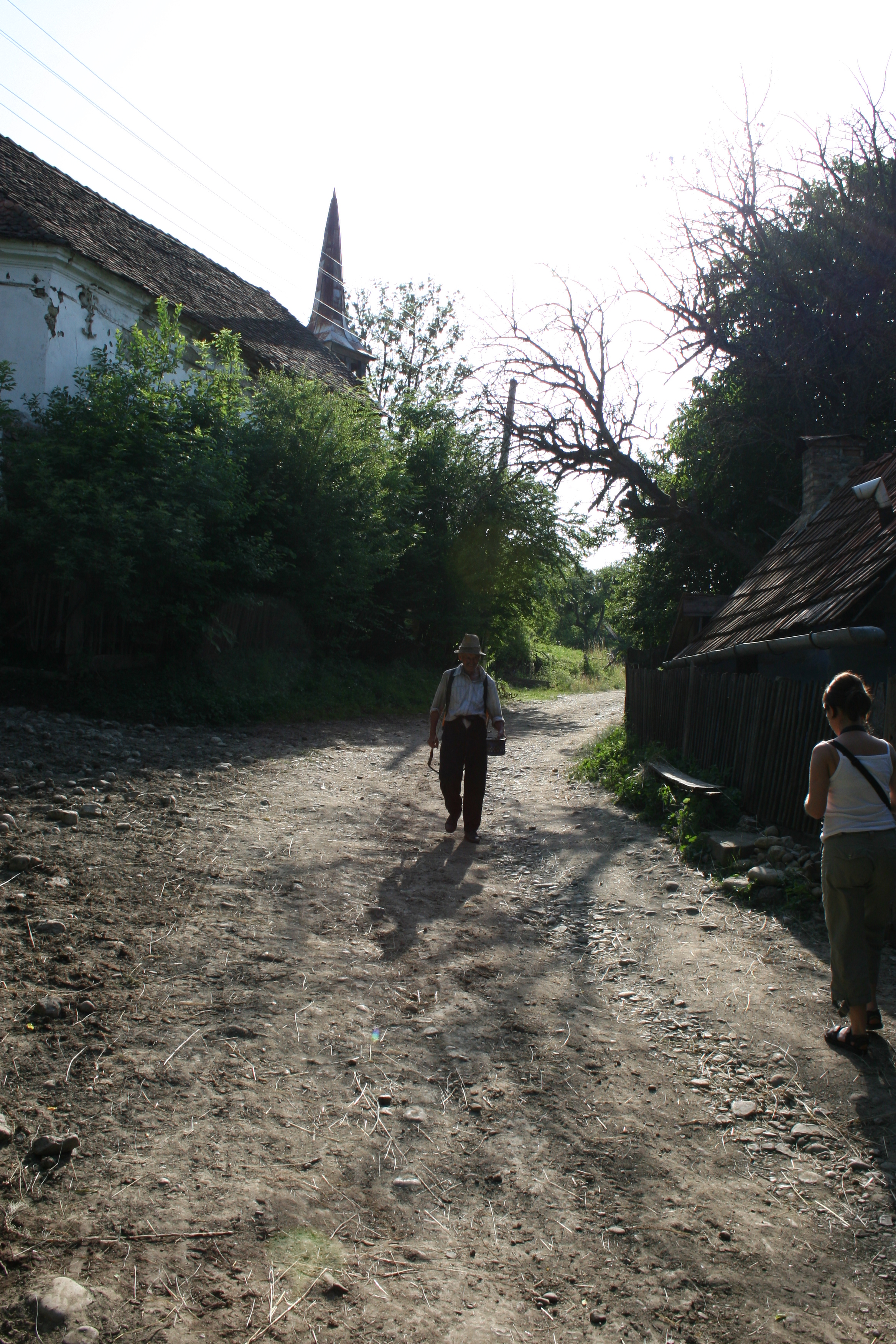
Sándortelki utcarészlet, háttérben a református templom